# Melampitta
Melampitta é um género de ave da família Orthonychidae.
Este género contém as seguintes espécies:
- Melampitta gigantea
- Lesser Melampitta